# Konfokális pásztázó mikroszkóp

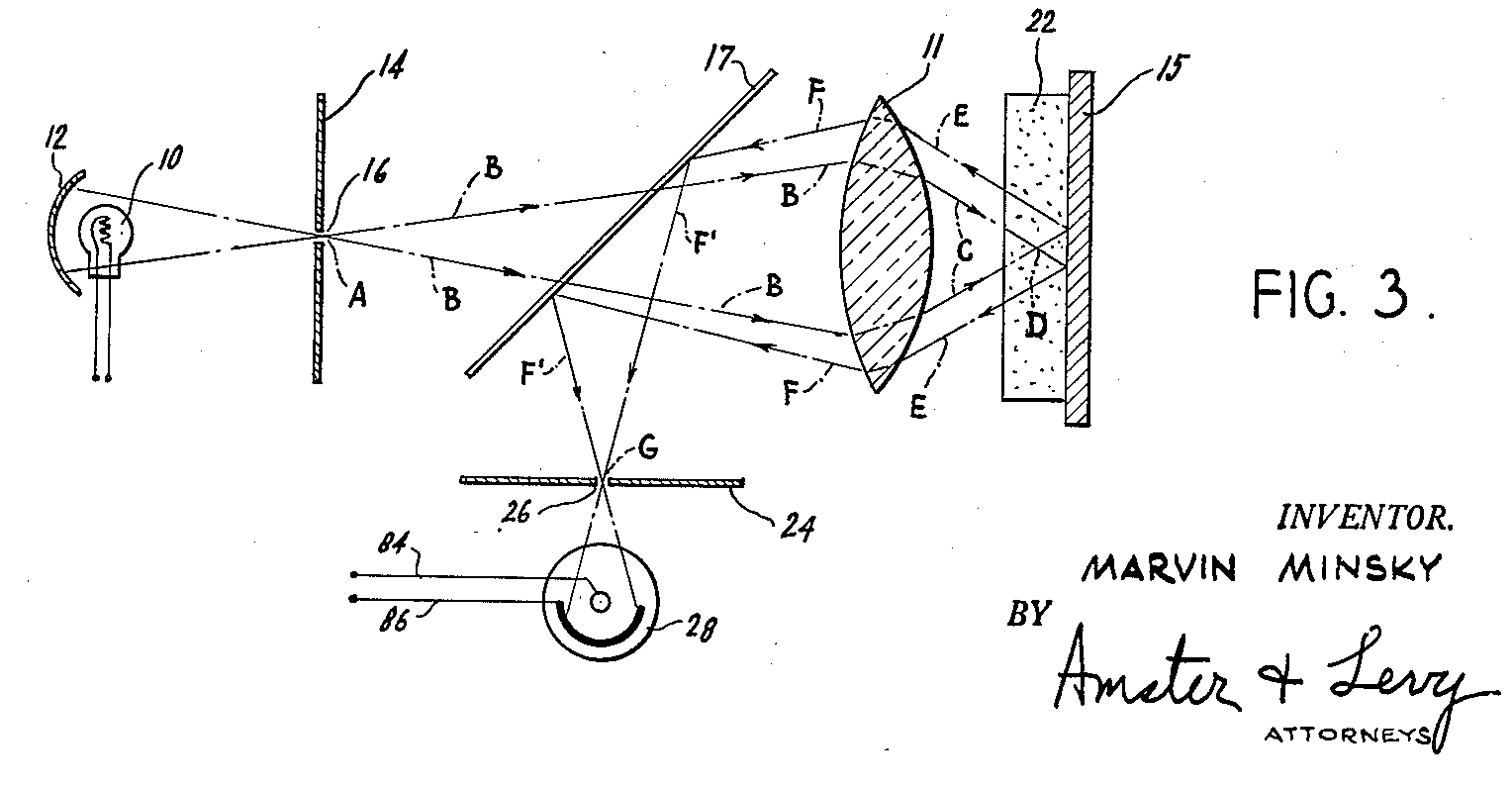
A konfokális leképezés elve Minsky szabadalmi dokumentumából

A konfokális pásztázó mikroszkóp egy olyan speciális fénymikroszkóp, amiben a tárgy képe az úgynevezett konfokális leképezés révén és a tárgy mozgatásával pontról pontra készül. A szakirodalomban az angol neve: confocal laser scanning microscope, CLSM.

## Történet

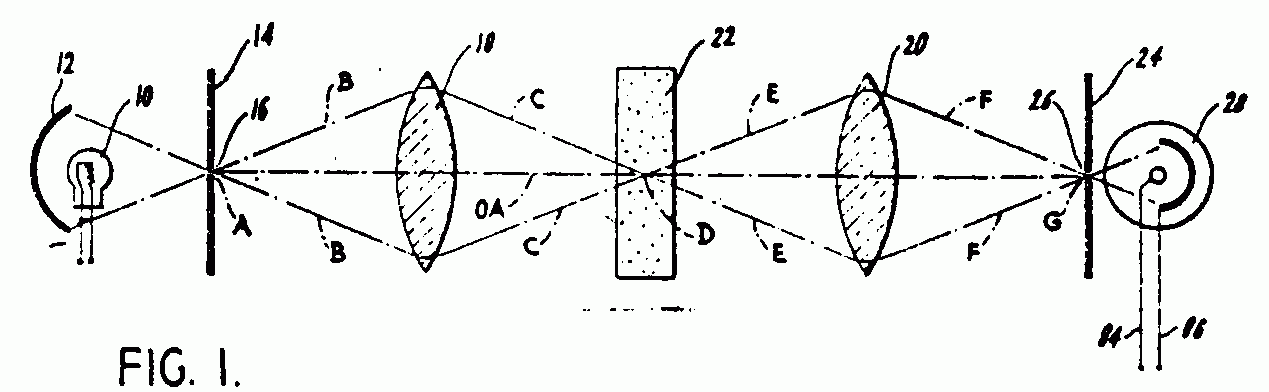
Minsky transzmissziós elvű konfokális elrendezése

A hagyományos mikroszkópban az egész mintát egyszerre világítja meg a fényforrás, és a megfigyelő objektív a mintáról szóródó, vagy a kiváltott fluoreszcencia fényt mind összegyűjti, a fényérzékeny detektoron egyszerre alakul ki a kétdimenziós kép. Ennek minőségét nem csak az elhajlásból származó felbontási korlát, hanem a fókuszponton kívülről érkező fénysugarak nagy háttere is rontja.
Bár voltak a konfokális elrendezéssel kapcsolatos korábbi publikációk, de a kontrasztot javító konfokális leképezés elvét alkalmazó mikroszkópot először Marvin Minsky szabadalmaztatta 1957-ben. 
A jó leképezés sarkalatos pontja többek között a jól kezelhető, jól fókuszálható fényforrás. Mivel ennek a kritériumnak a lézerek tudnak csak igazán megfelelni, így a módszer a lézerek kifejlesztésével az 1970-es években terjedt el igazán. Bevezetésekor az eljárás nem volt képes a felbontás javítására, de a kontraszt növelése és a háromdimenziós képalkotás lehetősége mindenképpen előrelépés volt. A kezdeti elrendezéseket azóta  egyéb technikákkal – például fluoreszcencia, fotoaktivált lokalizáció, sztochasztikus optikai rekonstrukció – egészítették ki. A módszer kombinálható a fluoreszcenciamikroszkóppal is. A stimulált emisszió kioltás (Stimulated Emission Depletion, STED) révén pedig megvalósulhatott a szuperfelbontású mikroszkópia, aminek kidolgozásáért Stefan Hell, Eric Betzig és William Moerner 2014-ben kémiai Nobel-díjat kapott.

## Működése

A konfokális leképezés elve

A tárgyat megvilágító fényforrás – rendszerint lézer – fénye egy lyukdiafragmán át lép be a mikroszkópba, és az objektíven keresztül (tehát fókuszálva) érkezik a tárgynak egy a kiválasztott síkban lévő egy pontjára. Erről a pontról visszaszóródott, vagy a megvilágított tárgypontban keletkező lumineszcencia fényt az objektív egy részben áteresztő tükör közvetítésével egy másik lyukdiafragmára gyűjti, azaz leképezi rá a tárgypontot. Ez a konfokális elrendezés biztosítja egyrészt, hogy a leképezendő tárgypont fókuszált megvilágítást kapjon, másrészt, hogy csak a tárgypont képe legyen éles a második diafragmán, tehát főleg a tárgypontból jövő fény jut át a diafragmán át a detektorra. A kiválasztott tárgysíknak (valójában a tárgy egy vékony szeletének) a képe pásztázás közben pontról pontra alakul ki. Mind a pásztázás vezérlését, mind a leképezett pontok koordinátáinak és fényességadatainak a rendezett gyűjtését és tárolását számítógép végzi. A pásztázás többnyire a mikroszkóp tengelyére merőleges síkban (XY-sík) történik, és esetleg több száz, egymással párhuzamos rétegre is kiterjedhet („optikai szeletelés”). A tárolt adatokból nemcsak XY helyzetű rétegek képe, hanem az optikai tengellyel párhuzamos XZ rétegképek is előhívhatók. Ilyen módon háromdimenziós betekintést nyerhetünk mérsékelten átlátszó, mikroszkopikus tárgyak belsejébe is.

## Alkalmazása

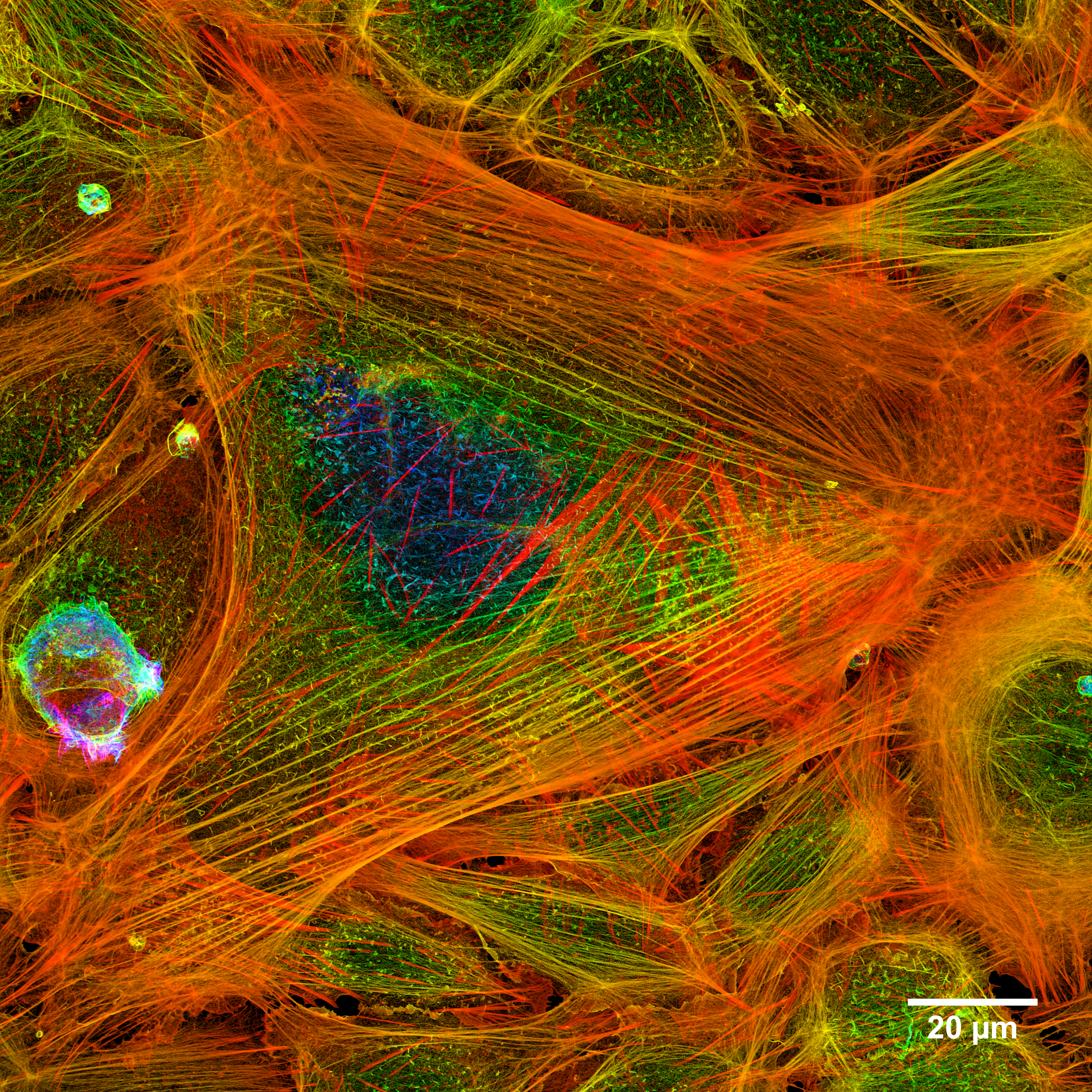
Sejten belüli aktin rostok konfokális pásztázó mikroszkóp képén

Bár a CLSM feloldóképessége lényegében nem haladja meg a hagyományos optikai mikroszkópét, a háromdimenziós képalkotás révén mégis több információt hordoz a mintáról. Előszeretettel használják az anyagtudományokban és a félvezető iparban. De az eljárás különösen komoly perspektívát jelent az orvosi/biológiai kutatások számára is, hiszen például fluoreszcens molekulákkal való festést alkalmazó esetben a konfokális leképezés az élő sejtben végbemenő folyamatok dinamikájának a megfigyelését is lehetővé teszi.